# Boks na Igrzyskach Panamerykańskich 1995
Turniej bokserski Igrzysk Panamerykańskich 1995 odbył się w dniach 11-27 marca w Mar del Plata (Argentyna). Był eliminacją do Igrzysk Olimpijskich 1996 w Atlancie.

## Medaliści
| Kategoria                      | Złoty                              | Srebrny                            | Brązowy                                                         |
| waga papierowa (48 kg)         | Edgar Velasquez · Wenezuela        | Juan Ramirez · Kuba                | Geovany Baca · Honduras · Albert Guardado · Stany Zjednoczone   |
| waga musza (51 kg)             | Joan Guzman · Dominikana           | Raúl González · Kuba               | José Luis Lopez · Wenezuela · José Juan Cotto · Portoryko       |
| waga kogucia (54 kg)           | Juan Despaigne · Kuba              | Miguel Cotto · Portoryko           | John Nolasco · Dominikana · Claude Lambert · Kanada             |
| waga piórkowa (57 kg)          | Arnaldo Mesa · Kuba                | Alex Trujillo · Portoryko          | Luis Ernesto José · Dominikana · Cristian Rodríguez · Argentyna |
| waga lekka (60 kg)             | Julio Gonzáles · Kuba              | Acelino Freitas · Brazylia         | Francisco Osorio · Kolumbia · Michael Strange · Kanada          |
| waga lekkopółśrednia (63,5 kg) | Walter Crucce · Argentyna          | Luis Deines Perez · Portoryko      | Héctor Vinent · Kuba · Fernando Vargas · Stany Zjednoczone      |
| waga półśrednia (67 kg)        | David Reid · Stany Zjednoczone     | Daniel Santos · Portoryko          | Hercules Kyvelos · Kanada · Tomás Leyva · Gwatemala             |
| waga lekkośrednia (71 kg)      | Alfredo Duvergel · Kuba            | Derbys Alvarez · Wenezuela         | Kirt Sinnette · Trynidad i Tobago · Jason Smith · Kanada        |
| waga średnia (75 kg)           | Ariel Hernández · Kuba             | Ricardo Araneda · Chile            | Jhon Arroyo · Kolumbia · Ronald Simms · Stany Zjednoczone       |
| waga półciężka (81 kg)         | Antonio Tarver · Stany Zjednoczone | Thompson Garcia · Ekwador          | Edgardo Santos · Portoryko · Gabriel Hernández · Dominikana     |
| waga ciężka (91 kg)            | Félix Savón · Kuba                 | Lamon Brewster · Stany Zjednoczone | Moises Rolón · Portoryko · Santiago Palavecino · Argentyna      |
| waga superciężka (>91 kg)      | Leonardo Martínez Fiz · Kuba       | Jean-François Bergeron · Kanada    | Romulo Cuarez · Wenezuela · Lance Whitaker · Stany Zjednoczone  |

## Klasyfikacja medalowa
| Poz.    | Państwo           |    |    |    | Razem |
| ------- | ----------------- | -- | -- | -- | ----- |
| 1       | Kuba              | 7  | 2  | 1  | 10    |
| 2       | Stany Zjednoczone | 2  | 1  | 3  | 6     |
| 3       | Dominikana        | 1  | 0  | 3  | 4     |
| 4       | Argentyna         | 1  | 0  | 2  | 3     |
| 5       | Wenezuela         | 1  | 0  | 1  | 2     |
| 6       | Portoryko         | 0  | 3  | 3  | 6     |
| 7       | Kanada            | 0  | 1  | 4  | 5     |
| 8       | Brazylia          | 0  | 1  | 0  | 1     |
| 8       | Ekwador           | 0  | 1  | 0  | 1     |
| 8       | Chile             | 0  | 1  | 0  | 1     |
| 11      | Kolumbia          | 0  | 0  | 2  | 2     |
| 12      | Gwatemala         | 0  | 0  | 1  | 1     |
| 12      | Honduras          | 0  | 0  | 1  | 1     |
| 12      | Trynidad i Tobago | 0  | 0  | 1  | 1     |
| Łącznie | Łącznie           | 12 | 12 | 24 | 48    |